# Ecosistema léntico

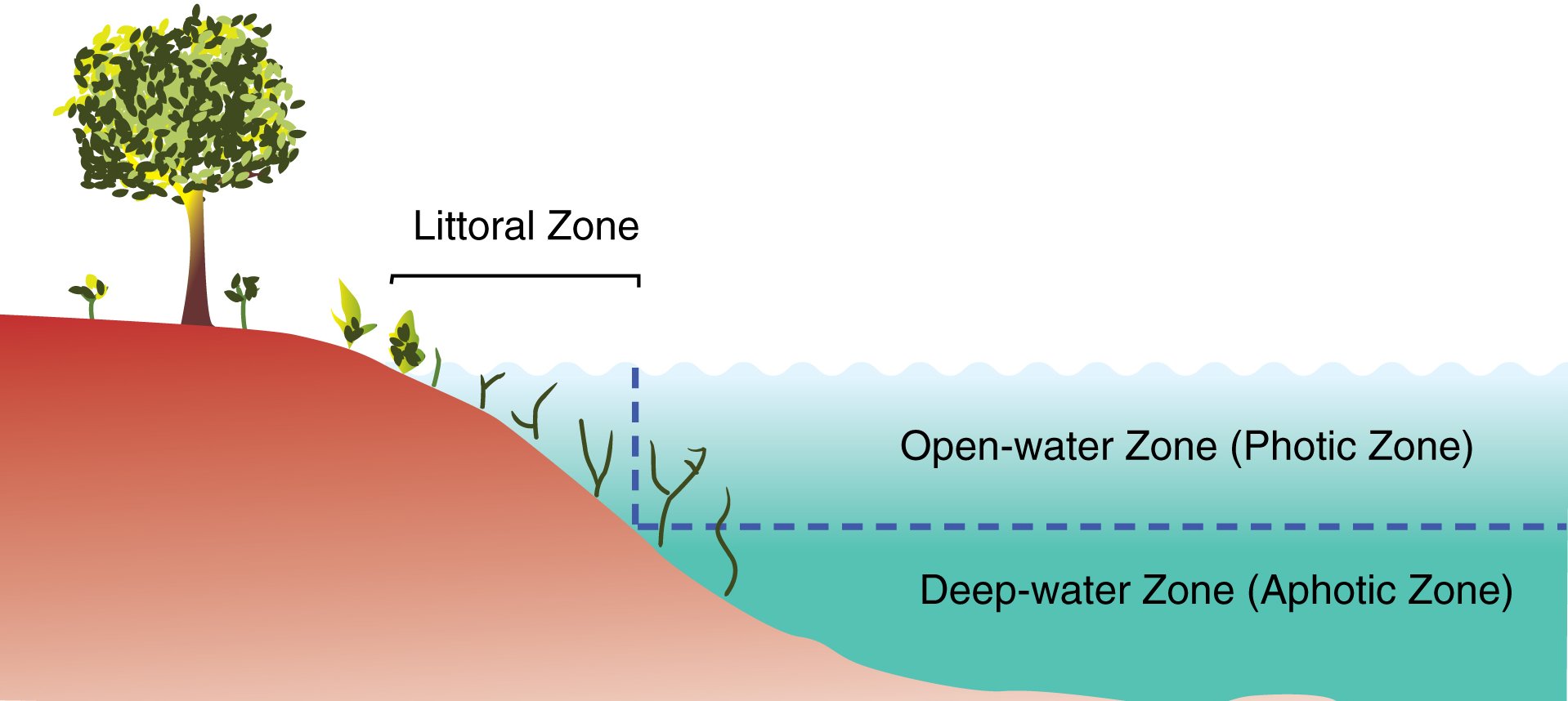
Las tres zonas primarias de un lago.

Los ecosistemas lénticos son ecosistemas acuáticos en cuerpos de agua cerrados que permanecen en un mismo lugar sin correr, ni fluir. Comprenden todas las aguas interiores que no presentan corriente continua; es decir, aguas estancadas sin ningún flujo de corriente, como los lagos, las lagunas, los estanques y los 
pantanos. Los ecosistemas lénticos se pueden comparar con los ecosistemas lóticos, que involucran aguas terrestres que fluyen, como ríos y arroyos. Juntos, estos dos ecosistemas son ejemplos de ecosistemas de agua dulce.
Los sistemas lénticos son diversos, desde un pequeño charco temporal de agua de lluvia de unas pocas pulgadas de profundidad hasta el lago Baikal, que tiene una profundidad máxima de 1642 m. La distinción general entre estanques, lagunas y lagos es vaga, pero Brown afirma que los estanques y las lagunas tienen toda la superficie del fondo expuesta a la luz, mientras que los lagos no. Además, algunos lagos se estratifican estacionalmente. Los estanques y lagunas tienen dos regiones: la zona pelágica de aguas abiertas y la zona béntica, que comprende las regiones del fondo y la costa. Dado que los lagos tienen regiones de fondo profundo que no están expuestas a la luz, estos sistemas tienen una zona adicional, la profunda. Estas tres áreas pueden tener condiciones abióticas muy diferentes y, por lo tanto, albergar especies que están específicamente adaptadas para vivir allí.